# جین آکانیشی
جین آکانیشی (انگلیسی: Jin Akanishi؛ زاده ۴ ژوئیهٔ ۱۹۸۴) یک موسیقی‌دان، بازیگر و خواننده اهل ژاپن است.